# 샹산역 (베이징)
샹산역(중국어: 香山站)은 중국 베이징시 하이뎬구 샹산 가도 이커쑹로·샹산로·비윈쓰로 교차로에 위치한 베이징 지하철 시자오선의 역이다. 이 역은 2017년 12월 30일 베이징 지하철 시자오선 개통과 함께 개장하였다.

## 역 구조
샹산역에는 2개의 주요 선로가 있고 한 쪽 승강장의 경우 역의 동쪽에 건넘선이 있다.

승강장 전경(2017년 12월 촬영)

| 지면 | →                                                          | ■ 시자오선 바거우 방면 (국가식물원) |
| 지면 | 단선 승강장, 오른쪽 출입문이 열림                          |                                     |
| 지면 | 출입구, 매표 서비스, 자동 매표기, 이카통(一卡通) 카드 충전 |                                     |